# Karlo VII., kralj Francuske
Karlo VII. Pobjednik (Pariz, 22. veljače 1403. – Mehun-sur-Yèvre, 22. srpnja 1461.) bio je francuski kralj 1429. – 1461. iz dinastije Valois. Roditelji Karla VII. bili su kralj Karlo VI. i Izabela Bavarska. 
Iako tek jedanaesto dijete Karla VI. sudbina mu je pružila ruku putem smrti starije braće tako da Karlo VII. postaje prestolonasljednik 1417. godine. Njegova sreća ipak ne traje dugo pošto ga se u stvarnosti otac odriče sporazumom iz 1420. godine. Njime se regulira da će nasljednik Karla VI. postati njegova kći Katarina u čije ime upravljanje državom nakon kraljeve smrti treba preuzeti Henrik V. Uranjena smrt ovog kralja je samo rezultirala da do ujedinjenja Engleske i Francuske krune dolazi za života njegovog malenog sina Henrika VI. 
Dana 21. listopada 1422. godine tako u trenutku smrti Karla VI. Karlo VII ima samo titulu francuskog princa dok pravno stvarna vlast u zemlji dolazi u ruke njegovog nećaka Henrika V.
U tom trenutku Engleska sa svojim saveznicima vojvodstvima Burgundije i Bretanje drži cijelu sjevernu Francusku zajedno s kompletnim tokom rijeke Rajne sve do švicarske granice. Također i područje od grada Bordeauxa do granice Navarre se nalazi u engleskim rukama. Još prije očeve smrti kako bi popravio svoj nezavidni politički položaj Karlo VII. sklapa bračni ugovor s kćerkom grofa od Anjoua što mu donosi podršku te pokrajine i Provanse.
U prvoj fazi rata oslobođenja njemu su bili suprotstavljeni vlastita majka, Engleska, Bretanja i Burgundija. Jedina realna pomoć u to doba je stizala od ženine majke Jolande Aragonske. Prva promjena ove situacije nastupa još prije dolaska heroine ovog rata kada Bretanja istupa iz tog rata i proglašava svoju neutralnost. Pojava Ivane Orleanske na francuskoj sceni 1429. godine ne bi bila dobro prošla bez Jolande. Uz svu želju, vjeru i očekivanja Karlo VII. nije imao novac za mobiliziranje vojske koju će ona voditi nego je morao zatražiti financijsku pomoć. S odobrenim zahtjevom vojska je krenula osloboditi opsadu Orleansa nakon čega će Karlo VII. biti krunjen za kralja 1429. godine.
Narodno ushićenje koje tada zahvaća Francusku postaje simbol buduće neupitne pobjede. Od tada na dalje francuske trupe su prestale gubiti svoje položaje tako da dolazi do kratkotrajne ravnoteže snage. Mirovni ugovor koji Karlo VII. 1435. godine uspješno podvaljuje velikoj Burgundiji ostavlja Engleze same na bojnom polju što im zapečaćuje sudbinu. Tijekom sljedećih 18 godina Karlo VII. oslobađa praktički cijelu Francusku od Engleza ostavljujući im u rukama samo grad Calais. Te njegove pobjede su rijetko bilo ostvarene putem vojne sile, a mnogo češće pregovorima ili varkama. Tijekom cijelog svog života ovaj kralj je mrzio "avanture" ili akcije koje imaju i najmanju šansu za neuspjeh.
Pred kraj života Karlo VII. nalazi pobunu protiv svoje vlasti koju vodi njegov beskompromisni sin i nasljednik Luj XI. Karlo VII. umire 22. srpnja 1461. godine.

## Brak
Karlova je supruga bila Marija Anžuvinska, francuska kraljica. Marija je bila dijete Ludovika II. Napuljskog. Marijina i Karlova djeca:
- Luj XI.
- Ivan
- Radegunda Valois
- Katarina Valois
- Jakov
- Jolanda Valois
- Ivana Valois, burbonska vojvotkinja
- Filip
- Margareta
- Ivana
- Marija
- Izabela
- Magdalena Valois
- Karlo Valois

| Prethodnik:                | Kralj Francuske | Nasljednik:             |
| Henrik VI. (1422. – 1429.) | Kralj Francuske | Luj XI. (1461. – 1483.) |